# آسیاب دره، لریک
آسیاب‌دره (به لاتین: Osyodərə) یک منطقه مسکونی در جمهوری آذربایجان است که در شهرستان لریک و در دهیاری بیله‌ور واقع شده‌است. آسیاب‌دره ۱۴۴ نفر جمعیت دارد.

## ریشه واژه
اوسیو در تالشی یعنی آسیاب و دره همان دره در زبان فارسی است.